# Cermak–Chinatown (Metro de Chicago)
Cermak–Barrio Chino es una estación en la línea Roja del Metro de Chicago. La estación se encuentra localizada en 138 Carretera Oeste de Cermak en Chicago, Illinois. La estación Cermak–Chinatown fue inaugurada el 28 de septiembre de 1969.  La Autoridad de Tránsito de Chicago es la encargada por el mantenimiento y administración de la estación. La estación está justo dentro del Barrio Chino de Chicago. La estación tuvo renovaciones en 2010 y más reciente la del 30 de abril de 2011.

## Descripción
La estación Cermak–Barrio Chino cuenta con 1 plataforma central y 2 vías.

## Conexiones
La estación es abastecida por las siguientes conexiones: 
- Rutas del CTA Buses: #21 Cermak #24 Wentworth #62 Archer